# Itapoá
Itapoá es un municipio brasileño del estado de Santa Catarina. Tiene una población estimada al 2022 de 30 750 habitantes. Ubicado en la costa del estado y en la frontera con Paraná, pertenece a la Región metropolitana del Norte-Nordeste Catarinense.

## Historia
Antes de la colonización era habitada por los indios carios. Con la creación de São Francisco do Sul en 1504, el territorio del actual municipio pertenecía a esta nueva ciudad. En 1966, Itapoá fue elevado a distrito del recién creado municipio de Garuva.
La localidad fue colonizada por inmigrantes franceses de la Colonia Industrial conocida como "Falanstério do Saí" organizada por Benoît Jules Mure. El distrito, tras un fuerte crecimiento a mediados del Siglo XX, logró su emancipación el 26 de abril de 1989.
En el municipio se encuentran grandes playas como Barra do Saí y la Praia do Pontal da Figueira. Además cuenta con una reserva natural, la Reserva Volta Velha, que preserva 1 000 hectáreas de Mata atlántica. Desde 2009 comenzó a operar el Puerto de Itapoá, con una capacidad de movilizar 300 000 contenedores al año.